# Дюжиков, Павел Николаевич
Павел Николаевич Дюжиков (настоящая фамилия — Ирошников (Ярошников) (24 октября [5 ноября] 1836, слобода Бутурлиновка, Воронежская губерния (ныне г. Бутурлиновка Воронежской области) — 25 ноября [7 декабря] 1890, Санкт-Петербург) — русский оперный певец (тенор).

## Биография
Родился в купеческой семье украинского происхождения. Пению обучался в Петербургском театральном училище (класс Ф. Риччи).
В 1860 году дебютировал на сцене Мариинского театра в Санкт-Петербурге в опере Г. Доницетти «Любовный напиток» (партия Неморино).
Выступал на сцене Мариинского театра более 25 лет.
Обладал небольшим голосом приятного тембра.

## Роли в театре
- 1863 — «Запорожец за Дунаем», С. Гулак-Артемовского (Андрей, молодой запорожский казак) — первый исполнитель партии
- 1868 — «Нижегородцы», Э. Направника, (Запевала)
- 1870 — «Аммалат-Бек», Н. Афанасьева, (Муэдзин)
- 1873 — «Ермак» М. Сантиса, (Карл)
- 1874 — «Борис Годунов» М. Мусоргского, полная версия 2-й ред. (Мисаил)
- 1875 — «Сарданапал» А. Фаминцына (Зам, 1-й старец и 1-й жрец, все три партии)
- 1876 — «Кузнец Вакула», П. Чайковского, (Дежурный)
- 1876 — «Анджело», Ц. Кюи, 1-я ред. (Пеппо)
- 1880 — «Купец Калашников», А. Рубинштейна, (Басманов)
- 1882 — Снегурочка, Н. Римского-Корсакова, (1-й бирюч) и др.

Лучшими партиями считаются: Андрей («Запорожец за Дунаем» С. Гулак-Артемовского) и Лорд Артур Тальбот («Пуритане» В. Беллини).